# Holling Clancy Holling
Holling Clancy Holling (1900, condado de Jackson, Míchigan – 1973) fue un escritor e ilustrador estadounidense, muy reconocido por ser el autor del libro infantil Paddle to the Sea (Remando hacia el mar), un clásico de la literatura infantil norteamericana, y que fue distinguido con la medalla Caldecott en 1942. Paddle-to-the-Sea ha sido llevada al cine por la National Film Board of Canada en 1966, dirigida por Bill Mason. Fue nominada para un Oscar.
Graduado por el Chicago Art Institute en 1923, trabajó en el departamento de taxidermia del Field Museum of Natural History de Chicago, trabajando en antropología con el Doctor Ralph Linton. En este período, se casó con Lucille Webster, que también le ayudó en la ilustración de sus libros. 
Holling C. Holling dedicó la mayor parte de su tiempo e interés a escribir libros para niños. 

## Obra
- Paddle to the Sea (1941) (se podría traducir como Remando hacia el mar. Un niño indio que vive en una cabaña junto al lago Nipigon, al norte del lago Superior, en Canadá, talla en madera una canoa con un indio a bordo de ella. Es este objeto inanimado el que nos transporta y sirve de guía excepcional a través de todos los Grandes Lagos, y después por el río San Lorenzo, hasta alcanzar finalmente el Océano Atlántico).

- Tree in the Trail (1942) (un álamo de Virginia observa la historia del camino de Santa Fe durante más de doscientos años).

- Seabird (1948) (una gaviota tallada en marfil sirve como mascota de cuatro generaciones de navegantes a bordo de un ballenero, un barco de vela, un vapor, y un aeroplano).
- Minn of the Mississippi (1951) (una tortuga que nace en las fuentes del Misisipi es llevada a través del corazón de América hacia el Golfo de México).

- Pagoo (1957) (intrincado estudio de la vida en las charcas marinas es presentado por la historia de Pagoo, un cangrejo ermitaño).

Algunas de sus primeras obras:
- Little Big Bye-and-Bye (1926)
- Claws of the Thunderbird (1928)
- Rocky Billy (1928)
- Choo-Me-Shoo (1928)
- Twins Who Flew Around the World (1930)
- Book of Indians (1935)
- Book of Cowboys (1936)
- Little Buffalo Boy (1939)